# Tramwaje w Progreso
Tramwaje w Progreso − zlikwidowany system komunikacji tramwajowej w meksykańskim mieście Progreso.

## Historia
Pierwszą linię tramwajową w Progreso otwarto w 1893. Do obsługi linii zakupiono 4 tramwaje Brill. Według Anuario Estadístico w mieście było 3 km tras tramwajowych o wąskim rozstawie szyn oraz jedna 10 km linia do Chicxulub. W latach 1904−1905 firma Ferro-Carriles Unidos de Yucatán zamówiła kilka wagonów w firmie Brill. W 1914 spółka Tranvías de Progreso zamówiła 2 nowe wagony w firmie Jackson & Sharp Co. w Wilmington. W 1933 w mieście było 3,2 km tras tramwajowych oraz 4 tramwaje: 2 konne i 2 benzynowe. W 1936 w mieście było 7 km tras tramwajowych. Data likwidacji systemu nie jest znana. 